# Distretto di Berdyčiv
Il distretto di Berdyčiv (in ucraino Бердичівський район?, Berdyčivs'kyj rajon) è un distretto nell'oblast' di Žytomyr in Ucraina. Il suo centro amministrativo è la città di Berdyčiv. Ha una popolazione di 156 419 abitanti.
Il 18 luglio 2020, come parte della riforma amministrativa dell'Ucraina, il numero di distretti dell'oblast di Žytomyr è stato ridotto a quattro e l'area del distretto di Berdyčiv è stata notevolmente ampliata.